# 高中生斬首殺人事件
高中生斬首殺人事件是1969年（昭和44年）4月23日日本神奈川縣的殺人事件。

## 事件概述
就讀撒肋爵高等學校的男學生A與男學生B一同前往山上，途中A將兩天前偷來的登山用小刀給B看，B未因此感到震驚，並說「你這傢伙的臉跟豬一樣」。而後，A想起至今為止被霸凌的經驗，湧起一股恨意，一把刺向B。B倒下後，A害怕B反擊，便專心於切斷B的首級。
A對自己做的事感到害怕起來，便用刀子割了自己的左肩兩次，偽裝成被襲擊的樣子，並將凶器埋藏進命案現場附近的土裡。接著向開車經過的人騙稱遭三個混混襲擊且朋友被殺。4月25日，A在警察署接受問話時，巡査部長等人對其表示「至今為止的供述充滿矛盾。請你說出事實。」傍晚6點15分說出是自己殺害了B。
A自初等少年院出院後，繼續升學至研究所並成為律師。另一方面，被害者家屬則陷入精神問題，家庭面臨崩壞。A的父親在和解書上承諾每個月支付2萬日圓，總計720萬日圓的和解金給B的家屬，然而在支付約40萬日圓左右時便不再支付，1998年死亡時尚有680萬日圓尚未支付。
2006年，取材自該事件的『朝我心臟暗暗刺一刀』出版，作者為奧野修司。銷售超過8萬本，在紀實作品中屬罕見。然而，A的個人情報也因此在網路上流傳。A在同年10月寄出對被害者家屬謝罪的信，並表示有意支付剩餘的和解金。據說在信中也寫到A想當面向被害人家屬道歉。然而在此之後A不再進行律師工作，也不再有任何來自A的聯絡。

## 對『朝我心臟暗暗刺一刀』的批評
主管少年犯罪資料庫的管賀江留郎對奥野的著書表示，該書引用精神鑑定書的方式恣意且惡質，使其之描寫就像是少年從未受到霸凌。管賀江留郎表示該書「只引用了鑑定書的一小部分，這不是有想讓大家把少年當怪物看的意圖嗎」、「只站在某一方的立場去引用精神鑑定書中對那方有利的字句」，並批評不該去對一個結束刑期後不曾犯罪的人問罪。